# Passerida
Sous-ordre
Les Passerida sont une division du sous-ordre des Passeri, tel que proposé dans la classification de Sibley-Ahlquist, la seconde étant celle des Corvida. Contrairement à ce dernier il semble monophylétique et constitue un clade généralement reconnu, un infra-ordre pour la classification classique.